# Нострадамус
Мише́ль де Нотрда́м (фр. Michel de Notredame), известный также как Нострада́мус (фр. Nostradamus; 14 декабря 1503, Сен-Реми-де-Прованс — 2 июля 1566, Салон-де-Прованс) — французский врач-фармацевт, писатель, поэт, астролог и алхимик, знаменитый своими пророчествами.

## Биография

### Происхождение

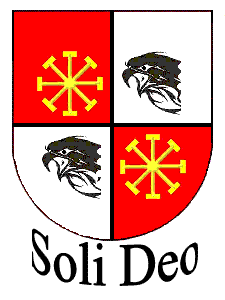
Герб Нострадамуса (реконструкция по описаниям)

Мишель де Нотрдам родился 14 декабря 1503 года в городке Сен-Реми-де-Прованс в семье евреев-сефардов (которые в результате гонений переселились во Францию с Пиренейского полуострова), обращённых в католичество в XV веке. Семейная легенда, пересказанная Сезаром де Нострдамом в «Хронике Прованса», гласит, что предки предсказателя служили лекарями при дворах герцогов Калабрийских, в частности, Рене Доброго. Однако, исходя из имеющихся фактов, можно лишь утверждать, что они были достаточно образованными и зажиточными людьми.
Отец будущего предсказателя, Жом де Газоне (приняв крещение, поменял фамилию на католическую Нотрдам) (1470—1547) был нотариусом, дедушка Ги Гассоне (1430—1484) торговал зерном и работал нотариусом в Авиньоне, в 1455 году принял христианство и имя Пьер де Нотрдам. Мать — Рене де Сен-Реми, дочь Жана де Сен-Реми. Прадеды со стороны матери: Пьер де Сен-Мари (?-1485) и Жан де Сен-Реми были врачами в Арле и Сен-Реми.
Хотя светские власти Франции мягко относились к крещёным евреям, простонародье всегда подозревало их в тайном неверии в Иисуса Христа. Духовная власть над умами и сердцами французов принадлежала Римско-католической церкви, с благословения которой в то время чинились гонения на евреев в некоторых странах. Это побуждало последних жить в относительно изолированных общинах, сохраняя свою культуру, традиции и обычаи. В 1502 году вся семья: оба деда, отец и мать перешли в католицизм под угрозой запрета на профессию.
Раннее детство Мишеля де Нотрдама прошло с прадедом по матери Жаном де Сен-Реми, который якобы учил его латыни, греческому, ивриту, математике и астрологии. После 1504 года о его прадеде ничего не известно.
Брат — Жан де Нотрдам, один из авторов (второй — Сезар де Нотрдам, сын Мишеля) «Хроники Прованса».

### Карьера врача
В 1518 году 14-летний Мишель де Нотрдам отправляется на учёбу в Авиньонский университет, где учится так называемому тривиуму — грамматике, риторике и логике, а позднее квадривиуму — геометрии, арифметике, музыке и астрологии. В 1519 году в городе разразилась чума, а Мишель был отчислен. Затем самостоятельно решил стать врачом и найти способ лечения чумы. Но он так и не нашёл решения.
О последующих восьми годах его жизни известно лишь из его собственной фразы в кулинарно-косметической книжечке, согласно которой эти годы прошли в непрерывных путешествиях с целью «узнать и выучить источники и происхождение растений и иных простейших веществ, касающиеся вершины медицинской науки».
В 1529 году официальная биография будущего предсказателя продолжается: он поступает на медицинский факультет университета Монпелье. По причине резких высказываний об учителях и увлечения запрещённой фармацевтикой его тут же едва не исключили из университета. Однако конфликт удалось уладить, и в 1534 году Мишель получил докторскую степень. С этого момента его фамилия пишется на латинский манер: «Nostradamus».
В том же 1534 году он снова отправляется в странствия, в ходе которых знакомится с известным учёным Жюлем Сезаром Скалигером. Дальше данное знакомство с Скалигером сильно повлияло на мировоззрение Нострадамуса. Вероятно по предложению Скалигера в 1536 году Нострадамус обосновался в Ажене. Вскоре в его жизни начинается чёрная полоса. В 1537 году от чумы в Ажене погибают жена и дети, в 1538 году его допрашивает инквизиция по причине якобы имевших место нелестных высказываний о статуе Девы Марии, и в том же году по неясным причинам возникает смертельная  ссора Нострадамуса со Скалигером. Нострадамус покидает Ажен. От Скалигера он получит впоследствии несколько ядовитых антисемитских эпиграмм, в которых тот намекает на скрытое иудейство Нострадамуса. Но младший сын Нострадамуса будет назван Сезаром — возможно в честь Скалигера. Следующие несколько лет Нострадамус проводит в странствиях по Италии и Германии.
В 1544 году он возобновляет врачебную практику в Марселе, а в 1546 году борется с чумой на юго-востоке Франции в Экс-ан-Провансе. За врачебную деятельность парламентом Экс-ан-Прованса ему была пожалована пожизненная пенсия. Существуют легенды о чудодейственной силе созданных им лекарств, однако дошедшие до наших дней рецепты не выходят за рамки традиционной медицины XVI века. 11 ноября 1547 года Нострадамус женился на Анне Понсард Жемелье, и от этого брака родится впоследствии шесть детей: Сезар (1554), Магдалина (1551), Андре (1557), Анна (1558), Диана (1561), Шарль. Сезар был широко образованным человеком, писателем и художником, среди его близких друзей были придворные художники Франсуа Кенель и Косм Дюмустье.

### Астролог и прорицатель
В 1555 году Нострадамус опубликовал свой первый астрологический альманах, и в том же году в Лионе выходит в свет первое издание Центурий, содержащее 353 катрена с предисловием сыну Сезару. Его астрологические расчёты содержали много ошибок, за что астрологи того времени критиковали Нострадамуса, «В истинной астрологии вы понимаете меньше, чем ничего» писал ему Лоренс Видель. В его время астрология была популярна, астрологи считались уважаемыми учёными, поэтому скорее всего он просто выдавал себя за астролога. Известно, что эти пророчества принесли ему неприятности. По прибытии в Париж Нострадамус был предупреждён, что власти готовятся допросить его о том, какие учения он практикует, и каким образом делает предсказания. Он срочно возвращается в Салон-де-Прованс, а затем в 1556 году отправляется в Италию.
В 1558 году в заключительной части Центурий Нострадамус обращается к королю Генриху II, называя того повелителем мира и обещая раскрыть историю человечества на столетия вперёд. Неизвестно, успел ли король, погибший на турнире в 1559 году, ознакомиться с письмом предсказателя. После гибели Генриха II, по приглашению сестры покойного, Нострадамус встречается при дворе с королевой Екатериной Медичи. В 1561 году Нострадамусу едва удалось спастись от крестьян-католиков, обвинивших его в симпатии к гугенотам. В том же году власти на несколько дней взяли его под домашний арест, требуя описать судьбу короля Карла IX; ответ Нострадамуса не сохранился.
В 1564 году Екатерина Медичи и Карл IX навещают предсказателя в Салоне и затем приглашают на встречу в Арль, где назначают его королевским медиком и астрологом. Однако 2 июля 1566 года Нострадамус умер в Салоне от осложнений подагры. На мраморной плите над его могилой высечена надпись «Здесь покоятся кости знаменитого Мишеля Нострадамуса, единственного из всех смертных, который оказался достоин запечатлеть своим почти божественным пером, благодаря влиянию звёзд, будущие события всего мира».

### Сказания о Нострадамусе
Семейное предание, отражённое в «Хронике Прованса», вышедшей из-под пера Сезара де Нотрдама, гласит, что королевский медик Абрам Саломон был прадедом Нострадамуса. Эта легенда не подтверждается фактами, но родственные связи с Абрамом Саломоном могли быть сложнее. Часто утверждают, что дедушки предсказателя познакомили его с астрологией и каббалой. На самом деле, они рано умерли. Говорят, что уже в школе его прозвали «маленьким астрологом». Рассказывают, что однажды Нострадамус предсказал судьбу двух поросят на приёме у важной особы: белого поросёнка, сказал он, съест волк, а чёрного подадут на обед. Чтобы посрамить провидца, хозяин велел заколоть белого поросёнка, но тот уже был съеден волком, и повар заколол чёрного и подал его на обед.
К периоду итальянских путешествий относится история о предсказании папского престола молодому монаху Феличе Перетти ди Монтальто (будущий Папа Сикст V). В 1820 и 1839 годах были опубликованы «Пророчество Филиппа Оливариуса» и «Пророчество Орваля, записанное Филиппом Оливариусом», датированные якобы 1542 и 1544 годами, соответственно. Возникли слухи, что на самом деле они сделаны Нострадамусом во время его остановки в ходе странствий в аббатстве Орваль.
Старая история, пересказанная Шавиньи, первым исследователем творчества Нострадамуса, утверждает, что однажды провидец помог королевскому слуге найти потерянную породистую собаку.
Самая громкая слава была связана с предсказанием гибели на турнире короля Франции Генриха II (Ц.1.К.35). Вероятно, она имеет под собой основания, так как именно после этих событий Нострадамус получил признание при королевском дворе, однако, документальные основания не известны. Идея о катрене Ц.1.К.35 носит характер интерпретации и впервые появляется спустя много лет у Сезара. Ранее Шавиньи для обоснования этой легенды использовал более сложные рассуждения.
Де Шавиньи пишет, что был свидетелем, как Нострадамус заранее предсказал день и час своей смерти.

### Фамильный герб
По сведениям Эдгара Леруа (фр. Edgar Leroy), на фамильном гербе Нострадамуса изображены две чёрные орлиные головы и два золотых колеса с восемью спицами каждое, на красном поле. Ободы колёс сломаны между соседними спицами. Девиз на гербе гласит: «Soli Deo» (лат.: «Богу Единственному»). Неясно, достался ли этот герб Нострадамусу по наследству, или же был создан специально, после получения докторской степени в 1534 году. Интерпретаторы[кто?] полагают, что головы хищных птиц указывают на призвание врача — бороться с болезнями. Однако, истолкование[кем?] символа колеса остаётся неоднозначным. Девиз «Soli Deo» представляет собой начало католического девиза «Soli Deo Honor et Gloria» («Богу Единственному честь и слава»), под которым происходило движение Реформации.

## Наследие Нострадамуса
Творческое наследие Нострадамуса включает 10 центурий (942 катрена), предисловия к ним (письма сыну Сезару и королю Генриху), ряд катренов без нумерации, ежегодные альманахи с 1555 года, а также ряд произведений, которые принято считать непророческими, такие как, например, вольный перевод «Истолкования иероглифов Гораполлона» (1545). В архивах имеются завещание и личная переписка Нострадамуса. Также существует ряд рукописей, авторство которых достоверно не установлено, но иногда приписывается Нострадамусу.

### Предсказания Мишеля Нострадамуса
Перу Нострадамуса принадлежат ежегодные альманахи, издававшиеся с 1550 года до самой смерти. Каждый из альманахов содержал один общий катрен на год, 12 катренов по месяцам года, и обширную прозаическую часть с предсказаниями. Именно альманахи принесли Нострадамусу славу при жизни. Однако не все их тексты дошли до наших дней; в настоящее время выборка 141 катрена из альманахов (1555—1567) часто публикуется в качестве самостоятельного произведения.
Первое издание «Пророчеств магистра Мишеля Нострадамуса», называемых ныне «Центуриями», вышло в Лионе в 1555 году. Оно содержало «Письмо к сыну Сезару» и 353 пророческих катрена. Письмо Сезару излагает оккультную философию пророчеств и даёт несколько предсказаний глобального характера (…мир приближается к анарагонической революции… к нам близится смертоносный меч мора и войны более ужасных, чем бывали на протяжении трёх человеческих жизней…). Второе издание (Лион, 1557) содержало, кроме того, 288 новых катренов и предостережение критикам (непронумерованный катрен). Самое раннее из сохранившихся полных изданий «Пророчеств» датировано 1568 г, то есть уже после смерти Нострадамуса. Оно содержит письмо Сезару, 942 катрена (7 центурия осталась незавершённой) и письмо королю Генриху, целиком пророческое по содержанию. ([Я] рассчитал почти столько же событий грядущего времени, сколько и прошедших лет… до самого [Второго] пришествия в начале седьмого тысячелетия). Неясно, видел ли это письмо номинальный адресат — король Генрих, погибший на турнире в 1559 году. Известно только, что катрены из последних центурий цитировались при жизни Нострадамуса; возможно, существовало неизвестное нам издание, предшествующее 1568 году. «Дополнительные катрены», приведённые Шавиньи в «Первом лике французского Януса» (Лион, 1594) под названием фрагментов 11 и 12 центурий, скорее всего относятся к одному из утерянных альманахов Нострадамуса. Происхождение шести новых катренов 8 центурии в издании Роффе (1588) сомнительно, а сиксены Винсента Сева (1606) считают фальсификацией.

#### Оценки пророчеств
- Согласно Пензенскому, ценность пророческих текстов определяется в первую очередь тем, что они позволяют полнее исследовать смысловое пространство средневековой Франции[4]. Впрочем, он отмечает также, что Нострадамус в своих пророчествах опирался на астрологические расчёты. Проблема астрологической повторяемости истории является темой отдельных исследований, выходящей за рамки собственно исторической науки[источник не указан 1924 дня].
- Ранее философ Л. П. Карсавин обсуждал пророчества Нострадамуса в контексте теории всеединства времени и души[7].

#### Отношение академической науки
- Концептуально и терминологически «Пророчества» Нострадамуса помещаются в общий контекст средневековой мистики и эсхатологии[8]. Источником вдохновения предсказателя служит сборник Mirabilis Liber[9] (1522), содержащий пророчества Псевдо-Мефодия[10], Иоахима Флорского, Савонаролы[11]. Теория планетных эпох заимствуется почти дословно из трактата Ришара Русса[12]. Не менее обильно цитируется Пётр Кринит[англ.]. Нострадамус не проставлял ссылок на первоисточники, поэтому авторский текст трудно отличить от заимствований.
- В предисловии к первому изданию пророчеств (1555 год) астролог указывает дату их конца: 3797 год. Историк А. Пензенский считает, что она появилась в результате сложения: 1555 + 2242[13][14], причём 1555 лет находятся внутри 2242-летнего периода. То есть по мнению историка 3797 год — скрытая отсылка к 2242 году. Первым, высказавшим такое предположение в статье, вышедшей в астрологическом журнале в сентябре 1999 года, по горячим следам впечатляющего затмения 11 августа, видимого в большей части Европы как полное, был, возможно, французский исследователь Ив Ленобль[15]. 2242 год соответствует 7000 году от Сотворения Мира, согласно  «I хронологии»  из первой части Послания Генриху, известного под названием «Эпистола», (4758 + 2242 = 7000), датируемой 1557 годом. Эта дата (2242), скорее всего, связана с астрологической теорией 354-летних планетных циклов, появившейся в результате экстраполяции еврейского лунного года на большие периоды, изложенной в трудах ибн Эзра, Авраама (XII в.), Абу Машара (IX в.) и пересказанной Русса[16]. Согласно этой теории, каждому 354-летнему периоду сопоставлен один день недели и одна планета. Можно добавить, что в 2240 году истекают 6000 лет от Сотворения Мира согласно еврейскому календарю. В 2242/2243 году завершается эпоха Солнца и большая астрологическая неделя, если счёт 354 (+1/3)-летних периодов начинать с даты Сотворения Мира «по Евсевию» — с 5199 года до н. э.[17] Но этой трактовке 3797 года противоречит сам текст Предисловия 1555 года, где астролог пишет о событиях, которые произойдут до того, как «… планета Марс завершит свой век (цикл)». Век-цикл Марса, по представлениям Нострадамуса, приходится примерно на 3660 — 4014 года н. э.[17]

- Значительная часть катренов описывает события не будущего, но прошлого, по отношению к 1555 году[18][19]. Разумеется, это утверждение не следует понимать превратно. Нострадамус верил, что события мировой истории циклически повторяются, потому что повторяются планетные конфигурации и происходят одинаковые знамения. И он описал события прошлого в надежде, что таковые снова произойдут в будущем.

### Переводы, малоизвестные рукописи, личная переписка
Около 1545 года Нострадамус в свободной стихотворной манере выполнил перевод с греческого «Истолкования иероглифов Гораполлона». Рукопись хранилась у одного из министров Людовика XIV, а затем попала в Национальную Библиотеку Франции, где и была обнаружена уже в XX веке. По утверждению автора, в тексте рукописи описаны древние египетские рисунки и дана их интерпретация. Этот текст вызывает большой интерес исследователей, потому что многие образы из него присутствуют и в «Пророчествах». Так, в конце перевода даётся истолкование таинственных знаков «Д. М.», которые обозначают подземных богов. Эти же буквы упоминаются в 66 катрене 8 центурии, однако их не удаётся найти в исходных текстах Гораполлона.
Практически одновременно с «Пророчествами» Нострадамус издал две работы в области медицинских наук: вольный перевод «Парафраза Галена, его увещевания Менодота в изучении изящных искусств и медицины» (1557) и «Трактат о приготовлении варений» (1555). В первой из них исследователи обнаружили признаки шифра.
В 1888 году в библиотеке Рима найдена рукопись, содержащая 80 акварельных рисунков, авторство которой приписывается Нострадамусу, впрочем, бездоказательно. Она известна сейчас под условным названием «Потерянная книга Нострадамуса».

## Переводы текстов Мишеля Нострадамуса на русский язык
В 1974 году был опубликован перевод книги Мишеля Нострадамуса «Центурии» («Столетия» или «Сотни», в каждой центурии сто катренов), сделанный русским поэтом Вячеславом Завалишиным и впоследствии неоднократно переиздававшийся как в Русском Зарубежье, так и (после 1990 года) в постсоветской России. Исследователи отмечали слишком вольное обращение переводчика с текстом оригинала. В 1983 году в СССР в самиздате вышел другой полный перевод «Центурий». Впоследствии были опубликованы ещё два русских перевода данной книги.

## В произведениях культуры и искусства
- Книга Максима Генина «Нострадамус (пророк европейской истории). Историческое исследование». Париж-Рига 1938.
- Концептуальный альбом Nostradamus: Book of Prophecies (в переводе с англ. — «Нострадамус: Книга пророчеств») венгерской группы прогрессивного рока Solaris (1999).
- Концептуальный альбом Awaking the Centuries немецкого рок-оркестра Haggard (2000), посвящённый биографии Нострадамуса.[24]
- Альбом Nostradamus — The Fate Of Man (в переводе с англ. — «Нострадамус — Судьба человека») голландской прогрессив-группы Kayak (2005), посвящённый основным событиям из жизни Нострадамуса.
- Альбом Nostradamus английской хэви-метал группы Judas Priest (2008).[25]
- Нострадамус является главным действующим лицом трёх романов итальянского писателя Валерио Эванджелисти: «Предзнаменование», «Обман», «Падение в бездну».
- В романе Мишеля Зевако «Нострадамус».
- В романе Андрея Родионова «Нострадамус: Жизнь во тьме»[26].
- В американо-канадском историческо-фантазийном костюмированном телесериале о Марии Стюарт «Царство». Нострадамуса сыграл актёр Россиф Сазерленд. В сериале Нострадамус показан положительным героем, придворным врачом и предсказателем, которому полностью доверяет Екатерина Медичи.
- В японской манге Повесть о конце света Нострадамус является одним из бойцов со стороны людей в последней битве между людьми и Богами — Рагнарек.
- В сериале «Первая волна» главный герой использует предсказания Нострадамуса, чтобы предотвратить вторжение инопланетян.